# Ginger Reyes
Ginger Reyes, także Ginger Sling (ur. 22 kwietnia 1977) – amerykańska basistka i gitarzystka, obecnie grająca z grupą The Smashing Pumpkins. Jest także artystką solową, a wcześniej była również basistką zespołu Halo Friendlies.